# Chilinidae
Chilinidae — семейство моллюсков из группы лёгочных улиток, включающее всего один род. Населяют умеренную и холодную зоны Южной Америки от Южного тропика до мыса Горн. Более многочисленны на юге своего ареала, чем на севере.

## Систематика
В состав семейства входят около 15 видов:
- Chilina dombeiana (Bruguiere, 1789)
- Chilina fluminea (Manton, 1809)
- Chilina fluctuosa (Gray, 1828)
- Chilina fulgurata Pilsbry, 1911
- Chilina gibbosa Sowerby, 1841
- Chilina globosa Frauenfeld, 1881
- Chilina iguazuensis Gregoric & Rumi, 2008
- Chilina megastoma H. Scott, 1958
- Chilina neuquenensis Marshall, 1933
- Chilina ovalis G.B. Sowerby
- Chilina parchappii d'Orbigny, 1835
- Chilina parva Martens, 1868
- Chilina rushii Pilsbry, 1896
- Chilina simplex Marshall, 1933